# Untung Surapati

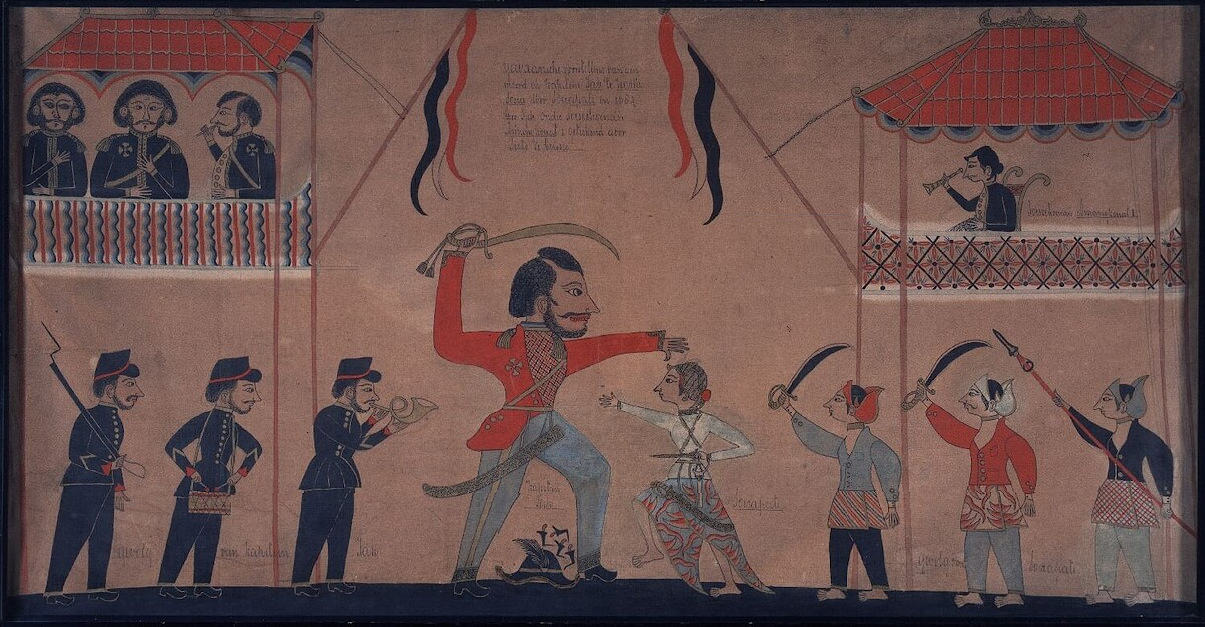
Sultan Amangkurat II. von Mataram (oben rechts) beobachtet den Kampf von Untung Surapati gegen Captain Tack aus der Niederländischen Ostindien-Kompanie (ca. 1684).

Untung Surapati (geb. 1660; gest. 5. Dezember 1706) war ein indonesischer Kämpfer auf Java, der an der Spitze mehrerer Aufstände gegen die Niederländische Ostindien-Kompanie stand. 1975 wurde ihm der Titel Nationalheld Indonesiens verliehen.
Die auf Java geborene niederländische Schriftstellerin Melati van Java (1853–1927) behandelt das Schicksal des Guerillaführers in zweien ihrer „historisch-romantischen“ Romane aus der Geschichte Javas („historisch romantische schets uit de geschiedenis van Java“): Soerapati und Van slaaf tot vorst.
Das von der Bundesrepublik an Indonesien verkaufte ehemalige DDR-Kriegsschiff Ribnitz-Damgarten, eine Korvette des Projekts 133.1, wurde von Indonesien nach ihm in Untung Suropati umbenannt.